# خوان نگرین
خوان نگرین (انگلیسی: Juan Negrín؛ ۳ فوریهٔ ۱۸۹۲ – ۱۲ نوامبر ۱۹۵۶) یک سیاست‌مدار اهل اسپانیا بود.